# 托伊薩峰
46°37′8″N 9°31′29″E / 46.61889°N 9.52472°E

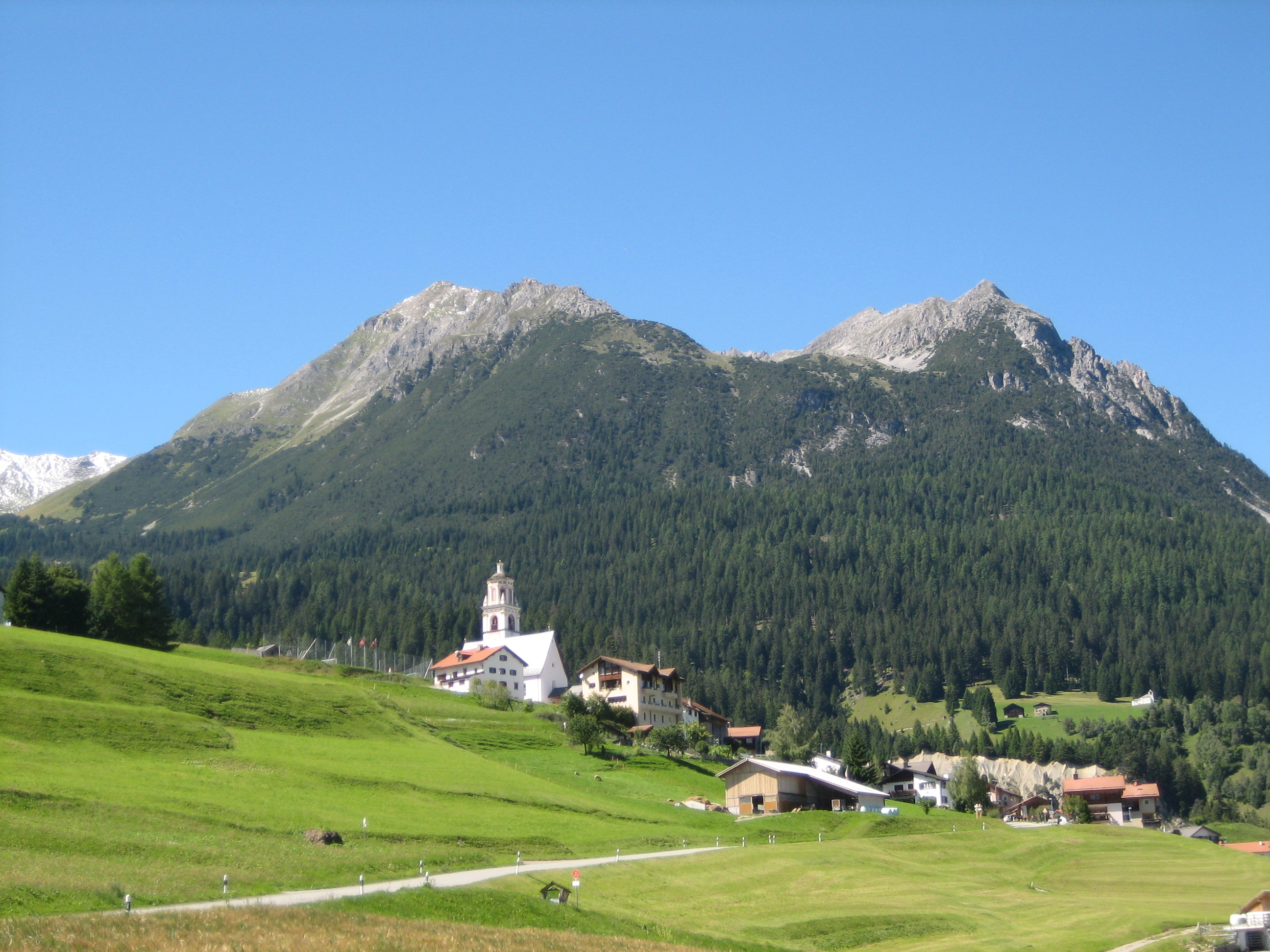

'（Piz Toissa），是瑞士的山峰，位於該國東南部，由格勞賓登州負責管轄，屬於上哈爾布施泰因阿爾卑斯山脈的一部分，海拔高度2,657米，每年平均降雨量1,729毫米。